# Laingsburg (Sudafrica)
Laingsburg è un centro abitato del Sudafrica, situato nella provincia del Capo Occidentale.